# 民主救国宣言
民主救国宣言（みんしゅきゅうこくせんげん）は、1976年3月1日、韓国・ソウルの、明洞聖堂における3・1節記念ミサで、祈祷会の最後に朗読された宣言文である。

## 宣言文
宣言文では
1. 「独裁政権の鉄鎖に国民がつながれ、国家安保の口実の下に思想、良心の自由が萎縮され、言論の自由、学園の自主性が圧殺されている」
2. 「（対日関係では）韓国経済を日本経済に完全に隷属させ、すべての産業、労働力を日本経済侵略の犠牲とした」
3. 「第3世界に目を向けなかった結果、国際的に孤児となり、西方社会からも見捨てられている」

と述べ、維新体制を真っ向から批判し、朴政権の退陣を求めた。

## 経過
救国宣言発表直後の3月3日までに、宣言文に署名した12人のうち9人が治安当局に連行された。当時、韓国のマスコミは報道を禁止されていたため、市民が事態を知ることができない状況が続いた。
3月5日、政府は「憲法秩序を破壊しようとする非合法活動である」と厳しく非難した。そして3月10日、ソウル地方検察庁は「一部の在野人士が反政府分子を糾合し…（省略）…緊急措置撤廃や政権退陣要求など不法なスローガンを掲げ、政府転覆を扇動した」と発表、政治家の尹潽善・金大中・鄭一亨を初め、反政府誌「シアレソリ」の発行人である咸錫憲や尹攀熊牧師・文益煥牧師・咸世雄神父・申鉉奉神父・金勝勲神父・李文永教授・徐南同教授など20名を緊急措置9号違反で立件、26日に18名を起訴した。12月29日の控訴審で尹潽善・金大中・文益煥・咸錫憲などに懲役5年・資格停止5年が宣告され、その他の被告全員にも実刑判決が宣告された。
2013年3月には韓国の憲法裁判所が、4月には大法院（最高裁判所）が、それぞれ緊急措置9号を憲法違反と判断した。これを受けて再審が行われ、2013年7月4日、ソウル高裁は、金大中を含む事件の容疑者全員に、無罪判決を出した。

## 民主救国宣言署名者
計20人：金大中、文益煥、尹潽善、鄭一亨、李兌榮、咸錫憲、咸世雄、李愚貞、文東煥、申鉉奉、李文永、李海東、徐南同、安炳茂、文正鉉、張徳弼、金勝勲、尹攀熊、金沢岩、安忠錫